# Sciurus colliaei
Sciurus colliaei is een zoogdier uit de familie van de eekhoorns (Sciuridae). De wetenschappelijke naam van de soort werd voor het eerst geldig gepubliceerd door Richardson in 1839.

## Voorkomen
De soort komt voor in Mexico.